# Porfirio Betancourt
Porfirio Armando Betancourt Carranza (La Lima, 10 de octubre de 1957–San Pedro Sula, 28 de julio de 2021) fue un futbolista hondureño, mundialista en España 1982 con su selección nacional, que llegó a militar en ligas como la Ligue 1 francesa y la Segunda División española.

## Trayectoria
Betancourt provino de una familia futbolera: su padre; Porfirio Betancourt, y sus tíos Evelio y Raúl Betancourt, fueron parte del Club Deportivo Olimpia y el Club Deportivo Platense respectivamente.
El jugador tomó notoriedad luego de su participación en el Pre-mundial de Puerto Rico en 1976. Fue partícipe con la selección de fútbol de Honduras en 1982 y fue el primer futbolista catracho en participar en la liga francesa de fútbol de primera división. 
Sin debutar aún en la primera división de Honduras, comenzó a formar parte de la historia del fútbol catracho, mientras jugaba para la selección juvenil de la Escuela Internacional de San Pedro Sula. Desde allí fue convocado por el entrenador; Rodolfo “Popo” Godoy, a formar parte de la Selección juvenil que participaría en el pre-mundial de Puerto Rico, rumbo a Túnez 1977. 
En ese torneo regional, ‘el Cañón’ Betancourt anotó once goles, que fueron parte fundamental para que Honduras clasificara por primera vez a una justa mundialista y fuese una de las 16 selecciones originales en participar en el mundial de la categoría sub-20. 
Al final de este torneo clasificatorio, Porfirio Armando logró el subliderato de goleo, solamente detrás del que luego sería el penta pichichi del Real Madrid: Hugo Sánchez.
Luego, Betancourt participó en el mundial de Túnez 1977, donde Honduras tuvo una excelente participación al derrotar a las selecciones de fútbol de Hungría y Marruecos y solamente perder la clasificación a la siguiente fase del torneo al caer; ante la selección de fútbol de Uruguay. 
Una vez terminada su participación en Túnez, Betancourt fue becado y salió rumbo a Estados Unidos donde tuvo la oportunidad de participar con la Universidad de Indiana. Mientras jugaba para esta institución educativa, fue llamado por el seleccionador José de la Paz Herrera para participar en la Copa Mundial de Fútbol de 1982 en España. 
El "Cañón" fue titular en los tres juegos que la selección de fútbol de Honduras realizó durante el mundial de España 1982. En el primer juego; Betancourt vivió junto a todo el plantel y pueblo catracho, la experiencia de tener contra las cuerdas al anfitrión; en el estadio Luís Casanova de Valencia ante unos 50 000 espectadores.
Luego de ir ganando durante casi todo el partido, Honduras tuvo que conformarse con el empate; luego que el árbitro central del partido decretara una falta penal, a favor del cuadro de casa. 
En el siguiente juego, Honduras le empató a la selección de fútbol de Irlanda del Norte (1-1) luego de encontrarse abajo en el marcador. Este resultado le abrió las puertas de la esperanza a la selección de fútbol de Honduras de pasar a la siguiente fase. 
Sin embargo; en el último partido del grupo, Honduras cayó ante la selección de fútbol de Yugoslavia por marcador de 0-1 con un dudoso penal marcado por el árbitro central del encuentro el chileno: Edmundo Gastón Castro. 
Esto significó la eliminación de Honduras que a pesar de todo, esta se fue del mundial por la puerta grande; dejando un buen sabor de boca en el mundo futbolero.
La siguiente y última participación de Betancourt con la selección de fútbol de Honduras fue para las eliminatorias rumbo a México 1986. En esa ocasión, el ‘Cañón’ Betancourt se hizo presente en el marcador en los partidos clasificatorios de la triangular final ante las selecciones de Canadá y Costa Rica. 
A pesar de haberle ganado la serie a los ‘Ticos’, Honduras fue eliminada del mundial, al caer de visita ante los canadienses, en el último encuentro de esa eliminatoria mundialista.
Luego de su participación en el mundial de España 1982, los servicios de Porfirio Betancourt fueron adquiridos por el Rácing de Strabourg en Francia. En ese equipo, el delantero tuvo la oportunidad de participar en 36 encuentros de la liga francesa, enfrentado a grandes figuras como: Alain Giresse, Jean Tigana por mencionar algunos.
Además de jugar en Francia, Porfirio Armando participó con el Deportivo Logroñés de la segunda división de España. 
En la Liga Nacional de Fútbol de Honduras Betancourt jugó intermitentemente para el Club Deportivo Marathón durante las temporadas de 1977-1978, 1978-1979, y muy brevemente en la temporada de 1988-1989. En la segunda división de Honduras Porfirio participó con el Club de la Cervecería Hondureña. 
Después de vivir por mucho tiempo en los Estados Unidos regresó para radicarse definitivamente en Honduras en 1995. En 2006 el ‘Cañón’ tuvo la oportunidad junto a Jaime Villegas, Ramón Maradiaga y otros mundialistas, de participar en el “show ball” de Diego Armando Maradona.

### Fallecimiento
Murió el 28 de julio de 2021 en un hospital de San Pedro Sula, Honduras, a causa de complicaciones por COVID-19.

## Participaciones en Copas del Mundo
| Mundial                        | Sede   | Resultado      |
| ------------------------------ | ------ | -------------- |
| Copa Mundial de Fútbol de 1982 | España | Fase de grupos |

## Clubes
| Club                                    | País           | Año       |
| --------------------------------------- | -------------- | --------- |
| Marathón                                | Honduras       | 1977-1978 |
| Indiana Hoosiers (fútbol universitario) | Estados Unidos | 1979-1981 |
| Real España                             | Honduras       | 1981-1982 |
| Racing Estrasburgo                      | Francia        | 1982-1984 |
| St. Louis Steamers (fútbol indoor)      | Estados Unidos | 1984-1985 |
| Logroñés                                | España         | 1985-1986 |
| Kansas City Comets (fútbol indoor)      | Estados Unidos | 1987-1988 |
| Marathón                                | Honduras       | 1988      |